# Транкозу
Транкозу (порт. Trancoso; [tɾɐ̃'kozu ]) — город в Португалии, центр одноимённого муниципалитета в составе округа Гуарда. По старому административному делению входил в провинцию Бейра-Алта. Входит в экономико-статистический субрегион Бейра-Интериор-Норте, который входит в Центральный регион. Численность населения — 3,5 тыс. жителей (город), 10,9 тыс. жителей (муниципалитет) на 2001 год. Занимает площадь 364,54 км².

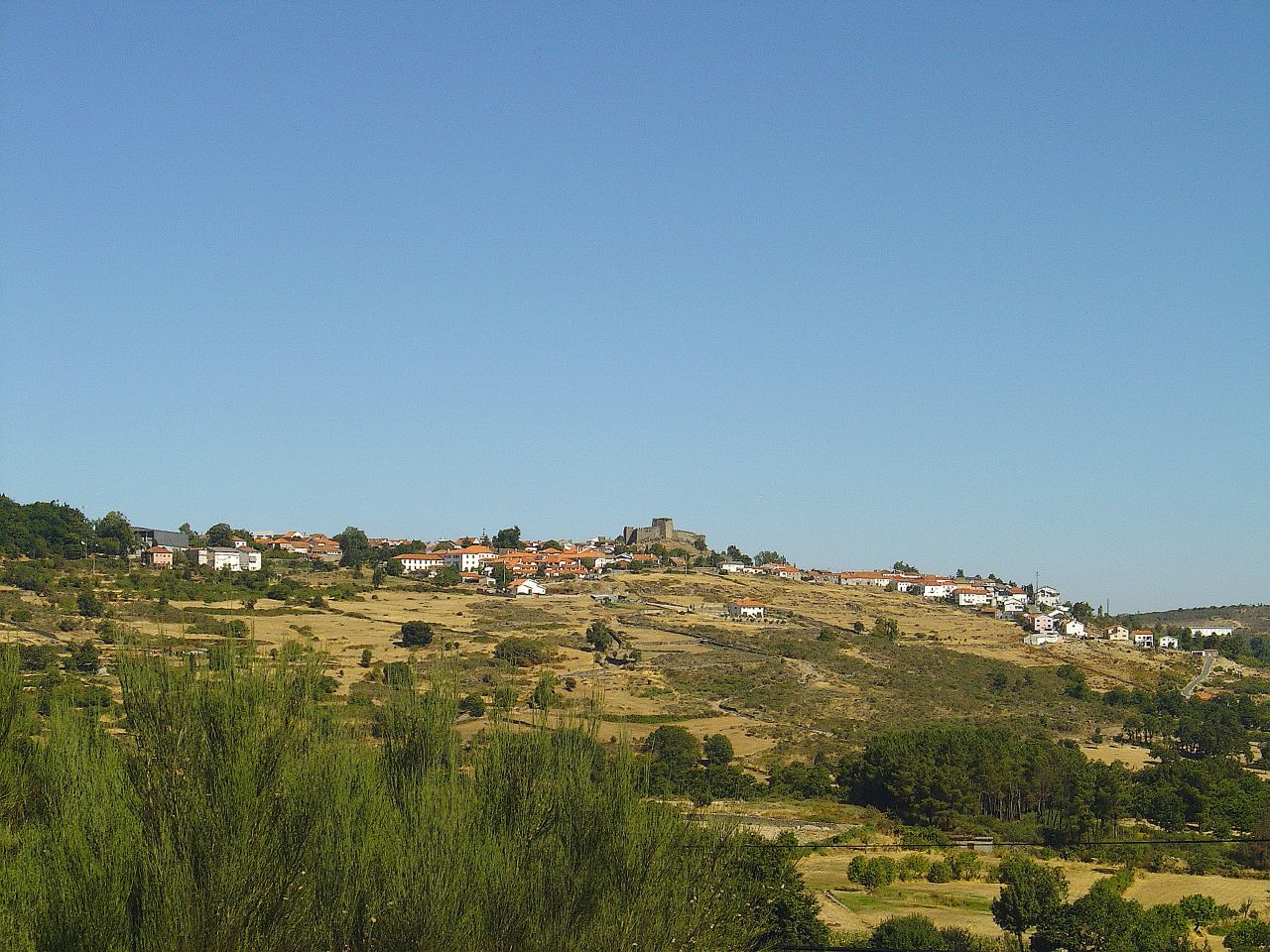

Покровителем города считается Дева Мария (порт. Maria; [ ]). Праздник города — 29 мая.

## Расположение
Посёлок расположен в 26 км на север от адм. центра округа города Гуарда.
Муниципалитет граничит:
- на севере — муниципалитет Пенедону
- на северо-востоке — муниципалитет Меда
- на востоке — муниципалитет Пиньел
- на юге — муниципалитет Селорику-да-Бейра
- на юго-западе — муниципалитет Форнуш-де-Алгодреш
- на западе — муниципалитет Агиар-да-Бейра
- на северо-западе — муниципалитет Сернанселье

## История
Город основан в 1157 году.

## Население
| Численность населения муниципалитета по годам | Численность населения муниципалитета по годам | Численность населения муниципалитета по годам | Численность населения муниципалитета по годам | Численность населения муниципалитета по годам | Численность населения муниципалитета по годам | Численность населения муниципалитета по годам | Численность населения муниципалитета по годам | Численность населения муниципалитета по годам |
| --------------------------------------------- | --------------------------------------------- | --------------------------------------------- | --------------------------------------------- | --------------------------------------------- | --------------------------------------------- | --------------------------------------------- | --------------------------------------------- | --------------------------------------------- |
| 1801                                          | 1849                                          | 1900                                          | 1930                                          | 1960                                          | 1981                                          | 1991                                          | 2001                                          | 2004                                          |
| 10 349                                        | 13 910                                        | 17 966                                        | 17 602                                        | 18 224                                        | 13 099                                        | 11 484                                        | 10 889                                        | 10 639                                        |

## Состав муниципалитета
В муниципалитет входят следующие районы:
1. Алдейя-Нова
2. Карникайнш
3. Каштаньейра
4. Когула
5. Котимуш
6. Фейтал
7. Фиайнш
8. Фрешеш
9. Гранжа
10. Гильейру
11. Моиментинья
12. Морейра-де-Рей
13. Пальяйш
14. Повуа-ду-Конселью
15. Реболейру
16. Риу-де-Мел
17. Санта-Мария
18. Себаделье-да-Серра
19. Соту-Майор
20. Сан-Педру
21. Таманьюш
22. Терренью
23. Торре-ду-Терренью
24. Торреш
25. Валдужу
26. Вале-ду-Сейшу
27. Вила-Франка-даш-Навеш
28. Вила-Гарсия
29. Вилареш

## См. также

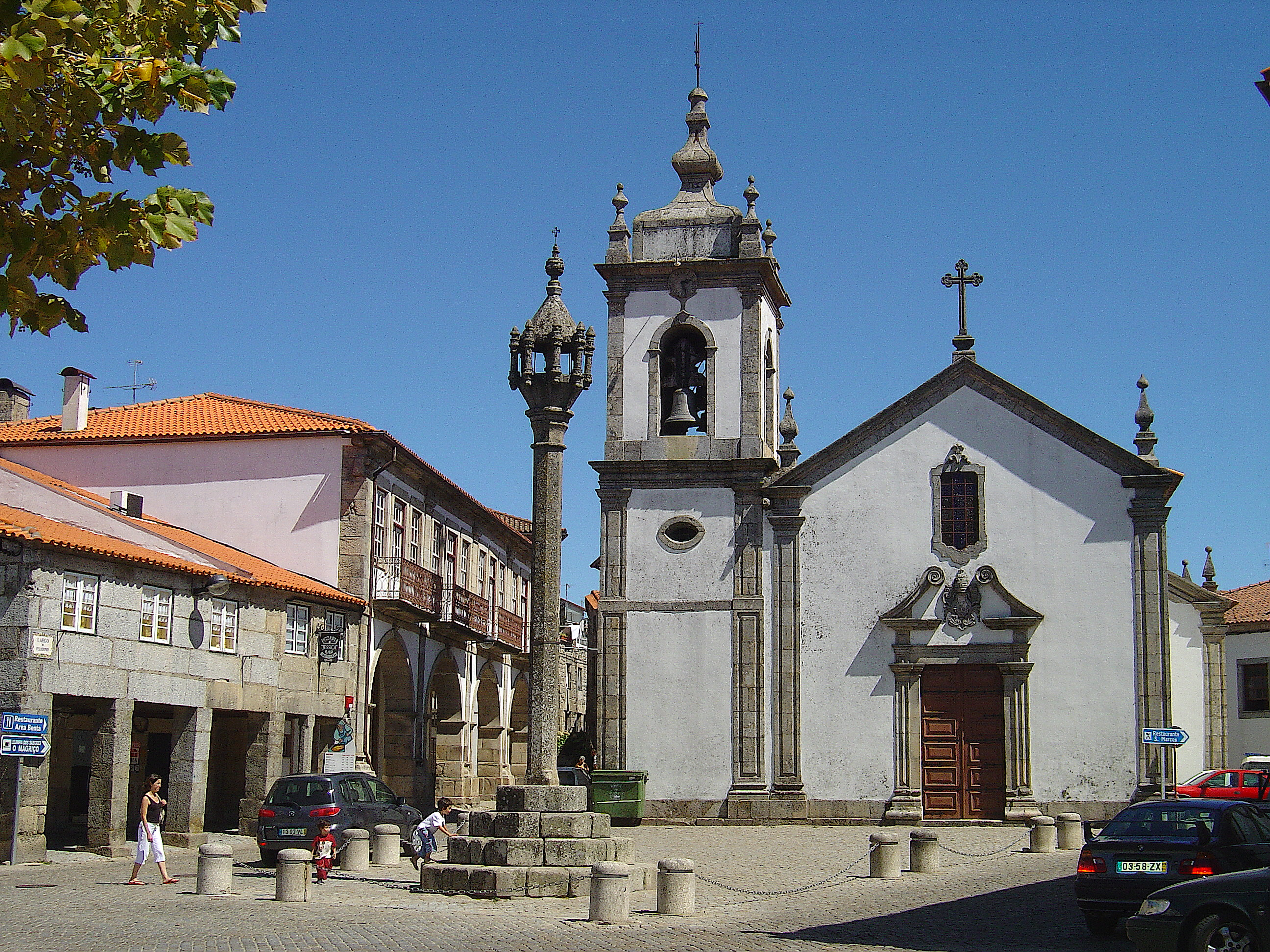
Собор